# Municipio de Elgin (Nebraska)
El municipio de Elgin (en inglés: Elgin Township) es un municipio ubicado en el condado de Antelope en el estado estadounidense de Nebraska. En el año 2010 tenía una población de 89 habitantes y una densidad poblacional de 0,96 personas por km².

## Geografía
El municipio de Elgin se encuentra ubicado en las coordenadas 42°3′10″N 98°6′50″O / 42.05278, -98.11389. Según la Oficina del Censo de los Estados Unidos, el municipio tiene una superficie total de 92.76 km², de la cual 92,74 km² corresponden a tierra firme y (0,01 %) 0,01 km² es agua.

## Demografía
Según el censo de 2010, había 89 personas residiendo en el municipio de Elgin. La densidad de población era de 0,96 hab./km². De los 89 habitantes, el municipio de Elgin estaba compuesto por el 98,88 % blancos y el 1,12 % eran de una mezcla de razas. Del total de la población el 0 % eran hispanos o latinos de cualquier raza.